# Rymarz-Pass
Der Rymarz-Pass (polnisch Przełęcz Rymarza) ist ein etwa 170 m hoher Gebirgspass auf King George Island im Archipel der Südlichen Shetlandinseln. Er verläuft westlich des Crépin Point am Mackellar Inlet zwischen dem Wegger Peak und dem Kapitan Peak.
Polnische Wissenschaftler benannten ihn 1980. Namensgeber ist Władysław Rymarz, Kapitän des Schiffs MS Antoni Garnuszewski bei der von 1978 bis 1979 durchgeführten polnischen Antarktisexpedition.